# Oblast Transkarpatien
Die Oblast Transkarpatien (auch Oblast Sakarpattja; ukrainisch Закарпатська область Sakarpatska oblast; ungarisch Kárpátalja; russisch Закарпатская область Sakarpatskaja oblast) ist eine Verwaltungseinheit der Ukraine im äußersten Westen des Landes. Sie hat 1.250.129 Einwohner (Anfang 2021; de facto). Die Oblast umfasst die historische Region Karpatenukraine. Hauptstadt ist Uschhorod, eine weitere wichtige Stadt ist Mukatschewo.
Die dichtbesiedelte Karpatoukraine war lange umstritten zwischen der damaligen Tschechoslowakei, zu der sie in der Zwischenkriegszeit gehörte, Ungarn und der Ukraine bzw. der Sowjetunion.

## Geografie

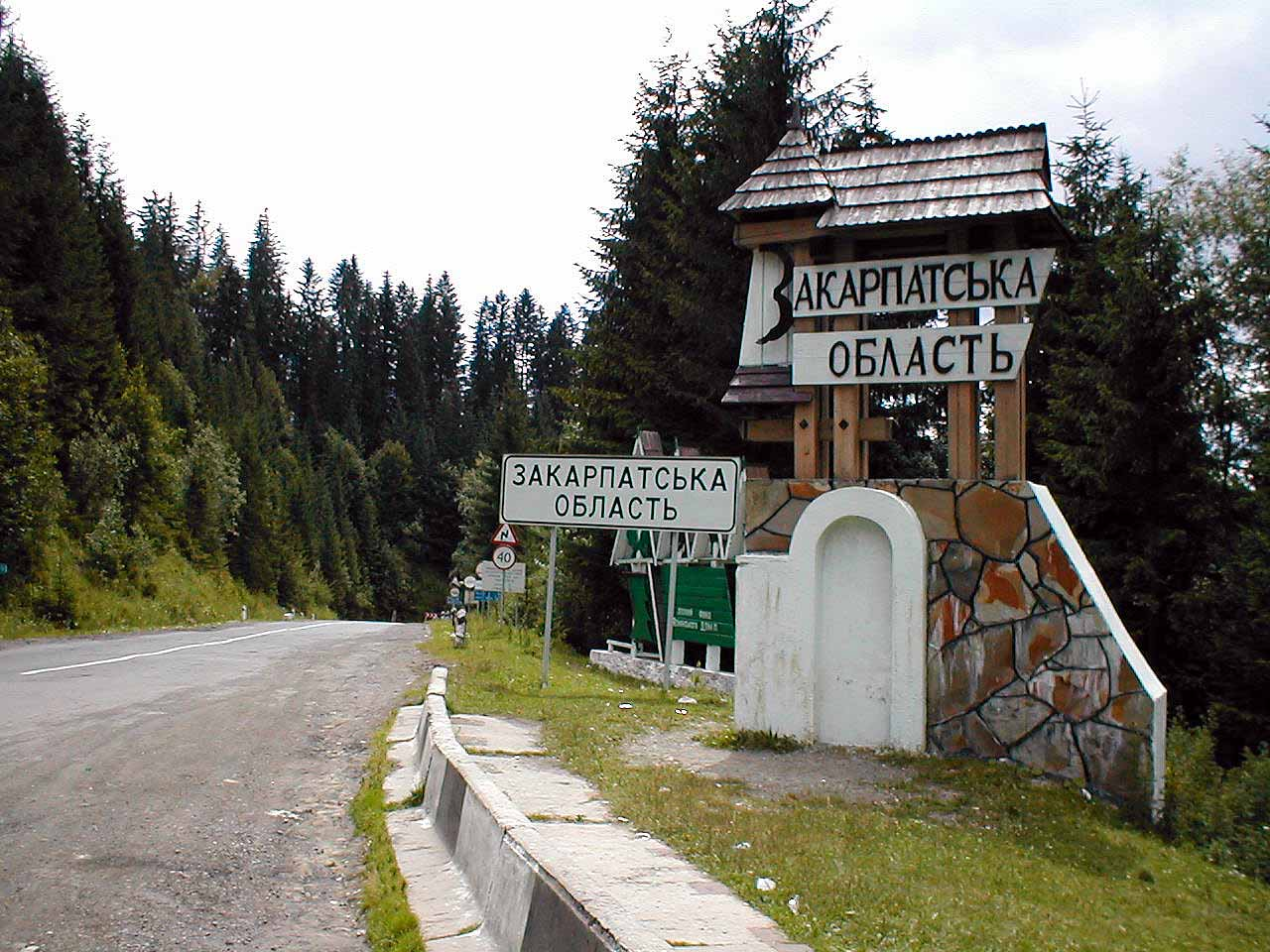
Zufahrt aus Richtung Iwano-Frankiwsk auf der Straße R 03 am Jablunyzja-Pass (Höhe)

Im Westen grenzt die Oblast an die Slowakei und Ungarn, im Süden an Rumänien. Im gebirgigen Norden grenzen auf einem Stückchen die polnischen Ostkarpaten (Bieszczady) an, daran schließen dann die Oblaste Lwiw und Iwano-Frankiwsk an. Durch die Oblast verlaufen die wichtigsten Verkehrsverbindungen in Gebirgspässen über die Karpaten von der Ukraine nach Südosteuropa.

## Geschichte
Nach der Landnahme der Magyaren im 10. Jahrhundert wurde das Gebiet nach und nach an Ungarn angeschlossen und gelangte später in den Herrschaftsbereich der Habsburger. Nach dem Zerfall von Österreich-Ungarn wurde Transkarpatien Teil der neu entstandenen Tschechoslowakei. Für wenige Jahre in der Zeit des Zweiten Weltkriegs gehörte es wieder zu Ungarn.
Die Oblast wurde offiziell durch einen Ukas am 22. Januar 1946 gegründet, wurde ab dem 25. Januar 1946 ein Teil der Ukrainischen SSR und war zunächst in 13 Okrugs eingeteilt; diese wurden 1953 in gleichnamige Rajone umgewandelt. Seit 1991 ist die Oblast ein integraler Bestandteil der heutigen Ukraine. Im Rahmen der administrativ-territorialen Reform im Jahr 2020 wurde die Anzahl der Rajone auf 6 reduziert. Am 3. Mai 2022 wurde die Region während des russischen Überfalls auf die Ukraine nahe der ukrainischen Grenze zu Ungarn mit Raketen beschossen.

## Administrative Einteilung
Die Oblast Transkarpatien ist seit 2020 verwaltungstechnisch in 6 Rajone unterteilt.
| Rajone der Oblast Transkarpatien | Rajone der Oblast Transkarpatien        | Rajone der Oblast Transkarpatien | Rajone der Oblast Transkarpatien                              |
| Deutsche Bezeichnung             | Ukrainische Bezeichnung                 | Verwaltungszentrum               | Weitere frühere (bis 2020) Rajonzentren und rajonfreie Städte |
| -------------------------------- | --------------------------------------- | -------------------------------- | ------------------------------------------------------------- |
| Rajon Berehowe                   | Берегівський район Berehiwskyj rajon    | Berehowe                         | Wynohradiw                                                    |
| Rajon Chust                      | Хустський район Chustskyj rajon         | Chust                            | Irschawa, Mischhirja                                          |
| Rajon Mukatschewo                | Мукачівський район Mukatschiwskyj rajon | Mukatschewo                      | Swaljawa, Wolowez                                             |
| Rajon Rachiw                     | Рахівський район Rachiwskyj rajon       | Rachiw                           |                                                               |
| Rajon Tjatschiw                  | Тячівський район Tjatschiwskyj rajon    | Tjatschiw                        |                                                               |
| Rajon Uschhorod                  | Ужгородський район Uschhorodskyj rajon  | Uschhorod                        | Peretschyn, Tschop, Welykyj Beresnyj                          |

Zuvor war sie in 13 Rajone unterteilt, dazu kamen noch fünf direkt der Oblastverwaltung unterstellte (rajonfreie) Städte: Berehowe, Chust, Mukatschewo, Tschop und das Verwaltungszentrum der Oblast, Uschhorod.

Übersichtskarte mit Rajoneinteilung bis 2020

| Rajone der Oblast Transkarpatien bis 2020 | Rajone der Oblast Transkarpatien bis 2020           | Rajone der Oblast Transkarpatien bis 2020    | Rajone der Oblast Transkarpatien bis 2020 |
| Deutsche Bezeichnung                      | Ukrainische Bezeichnung                             | Verwaltungszentrum                           | 2020 (überwiegend) aufgegangen in         |
| ----------------------------------------- | --------------------------------------------------- | -------------------------------------------- | ----------------------------------------- |
| Rajon Berehowe                            | Берегівський район Berehiwskyj rajon                | Berehowe (Stadt)                             | Rajon Berehowe                            |
| Rajon Chust                               | Хустський район Chustskyj rajon                     | Chust (Stadt)                                | Rajon Chust                               |
| Rajon Irschawa                            | Іршавський район Irschawskyj rajon                  | Irschawa (Stadt)                             | Rajon Chust                               |
| Rajon Mischhirja                          | Міжгірський район Mischhirskyj rajon                | Mischhirja (Siedlung städtischen Typs)       | Rajon Chust                               |
| Rajon Mukatschewo                         | Мукачівський район Mukatschiwskyj rajon             | Mukatschewo (Stadt)                          | Rajon Mukatschewo                         |
| Rajon Peretschyn                          | Перечинський район Peretschynskyj rajon             | Peretschyn (Stadt)                           | Rajon Uschhorod                           |
| Rajon Rachiw                              | Рахівський район Rachiwskyj rajon                   | Rachiw (Stadt)                               | Rajon Rachiw                              |
| Rajon Swaljawa                            | Свалявський район Swaljawskyj rajon                 | Swaljawa (Stadt)                             | Rajon Mukatschewo                         |
| Rajon Tjatschiw                           | Тячівський район Tjatschiwskyj rajon                | Tjatschiw (Stadt)                            | Rajon Tjatschiw                           |
| Rajon Uschhorod                           | Ужгородський район Uschhorodskyj rajon              | Uschhorod (Stadt)                            | Rajon Uschhorod                           |
| Rajon Welykyj Beresnyj                    | Великоберезнянський район Welykoberesnjanskyj rajon | Welykyj Beresnyj (Siedlung städtischen Typs) | Rajon Uschhorod                           |
| Rajon Wolowez                             | Воловецький район Wolowezkyj rajon                  | Wolowez (Siedlung städtischen Typs)          | Rajon Mukatschewo                         |
| Rajon Wynohradiw                          | Виноградівський район Wynohradiwskyj rajon          | Wynohradiw (Stadt)                           | Rajon Berehowe                            |

## Größte Städte

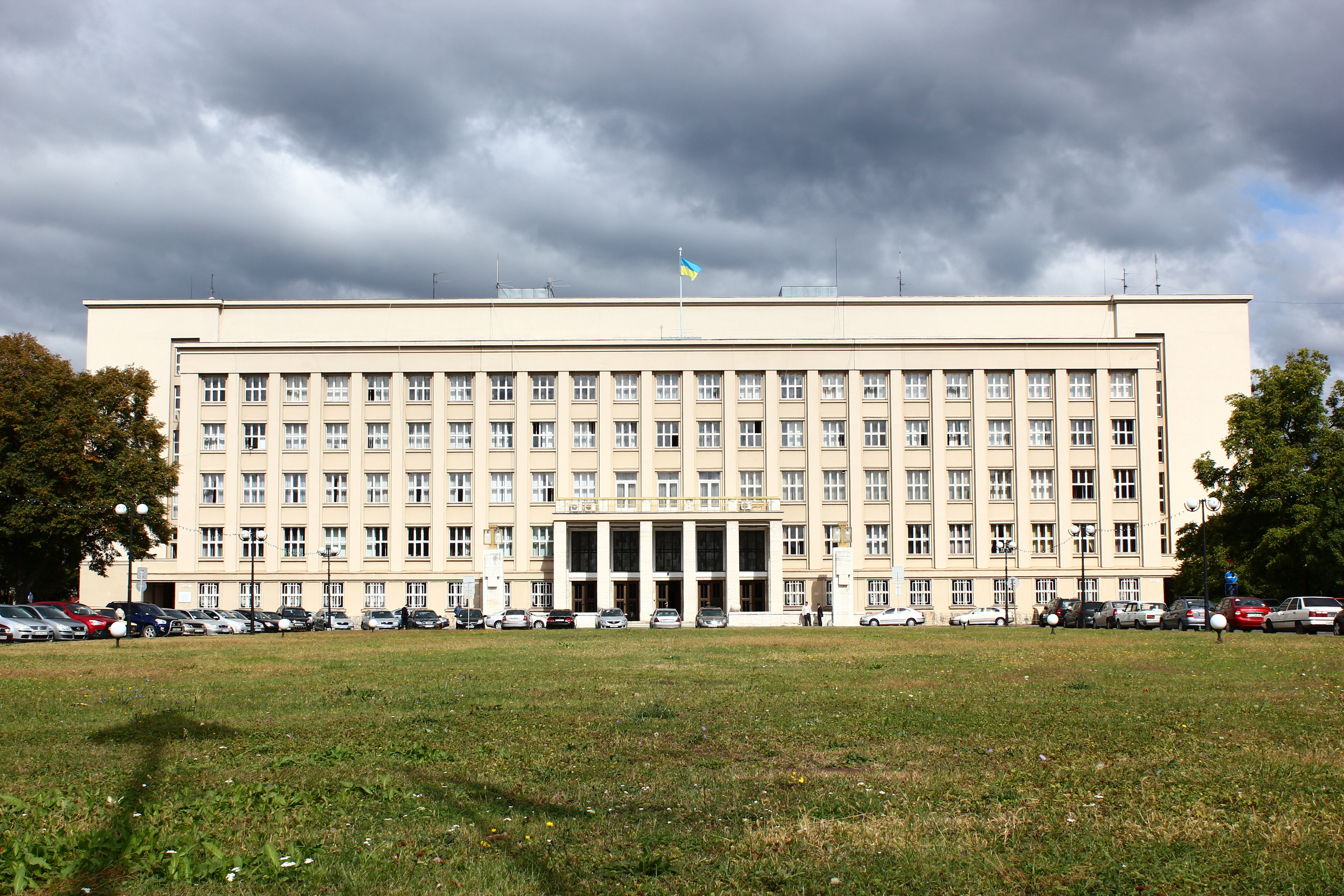
Oblastverwaltung in Uschhorod

| Stadt                                                                                     | Ukrainischer Name | Russischer Name | Ungarischer Name | Einwohner 1. Januar 2021 |
| ----------------------------------------------------------------------------------------- | ----------------- | --------------- | ---------------- | ------------------------ |
| Uschhorod                                                                                 | Ужгород           | Ужгород         | Ungvár           | 115.542                  |
| Mukatschewo                                                                               | Мукачево          | Мукачево        | Munkács          | 085.903                  |
| Chust                                                                                     | Хуст              | Хуст            | Huszt            | 028.206                  |
| Wynohradiw                                                                                | Виноградів        | Виноградов      | Nagyszőlős       | 025.442                  |
| Berehowe                                                                                  | Берегове          | Берегово        | Beregszász       | 023.485                  |
| Swaljawa                                                                                  | Свалява           | Свалява         | Szolyva          | 017.124                  |
| Rachiw                                                                                    | Рахів             | Рахов           | Rahó             | 015.596                  |
| Korolewo                                                                                  | Королево          | Королёво        | Királyháza       | 010.340                  |
| Quellen: Ukrainisches Amt für Statistik, Seiten 21, 22 und Sekundärquelle City Population |                   |                 |                  |                          |

## Bevölkerungsentwicklung
Zwischen 1959 und 1995 nahm die Bevölkerung stark zu. Nach einem kleinen Bevölkerungsrückgang bis 2001 stagniert die Einwohnerschaft seither in einem Schwankungsbereich zwischen 1.250.000 und 1.260.000 Menschen. Das Gebiet in heutigem Umfang entstand erst im Jahr 1946. Die Jahre 1959, 1970, 1979 und 1989 sind Volkszählungsergebnisse der damaligen Sowjetunion, das Jahr 2001 ist das Volkszählungsergebnis der unabhängigen Ukraine. Alle anderen aufgeführten Jahre sind amtliche ukrainische Schätzungen.
| Jahr      | 1959    | 1970      | 1979      | 1989      | 1995      | 1998      | 2001      | 2005      | 2008      | 2012      | 2014      | 2021      |
| --------- | ------- | --------- | --------- | --------- | --------- | --------- | --------- | --------- | --------- | --------- | --------- | --------- |
| Einwohner | 920.173 | 1.056.799 | 1.155.759 | 1.252.288 | 1.288.100 | 1.276.000 | 1.258.264 | 1.261.300 | 1.248.486 | 1.242.606 | 1.256.850 | 1.250.129 |

| Nationalität | Einwohner | 1989 (%) | 2001 (%) | Veränderung (%) |
| ------------ | --------- | -------- | -------- | --------------- |
| Ukrainer     | 1.010.100 | 78,4     | 80,5     | 0+3,4 %         |
| Ungarn       | 0.151.500 | 12,5     | 12,1     | 0−2,7 %         |
| Rumänen      | 0.032.100 | 02,4     | 02,6     | 0+9,0 %         |
| Russen       | 0.031.000 | 04,0     | 02,5     | −37,3 %         |
| Roma         | 0.014.000 | 01,0     | 01,1     | +15,4 %         |
| Slowaken     | 0.005.600 | 00,6     | 00,5     | −22,3 %         |
| Deutsche     | 0.003.500 | 00,3     | 00,3     | 0+3,0 %         |

| Muttersprache | 2001 (%) |
| ------------- | -------- |
| Ukrainisch    | 81,0     |
| Ungarisch     | 12,7     |
| Russisch      | 02,9     |
| Rumänisch     | 02,6     |
| Romani        | >0,2     |
| Slowakisch    | >0,2     |
| Deutsch       | >0,1     |